# Приворотень Шафера
Приворотень Шафера (Alchemilla szaferi) — вид квіткових рослин родини трояндових (Rosaceae).

## Біоморфологічна характеристика
Багаторічна рослина 5–22 см заввишки. Стебла в 1,5–3 рази довші за листки, аж до верхніх гілочок суцвіття досить густо вкриті злегка горизонтально відлеглими волосками, крім нижнього міжвузля, яке зазвичай майже голе. Черешки 1–2 самих зовнішніх листків майже голі або іноді з декількома волосками, усі інші черешки дуже густо вкриті прямостояче відлеглими волосками. Прикореневі листки ниркоподібні або округло-ниркоподібні, з обох боків густоволосисті, переважно з широкою базальною виїмкою, з 7–9 округлими або довгасто-напівеліптичними лопатями, кожна з досить тупими 5–7 зубцями; верхівковий зубець тільки трохи менший за бокові. Суцвіття досить широке, гілочки першого порядку відлегло опушені, гілочки другого порядку голі. Квітки жовтувато-зелені, діаметром 3–4,5 мм, зібрані в досить густі клубочки; квітконіжки голі, здебільшого коротші за квітки. Усі гіпантії при плодах кулясто-дзвоникуваті, голі, не довші за чашолистки; чашолистки яйцевидно-трикутні, досить гострі або тупуваті, усі голі;  листочки підчаші завжди виразно коротші та значно вужчі за чашолистки. Цвіте в липні — серпні..

## Поширення
Ендемік Східних Карпат, Україна.
В Україні вид росте на високогірних луках, уздовж потоків — у Карпатах лише на Свидовці та Чорногорі.